# Macrocolura
Macrocolura là một chi rêu trong họ Lejeuneaceae.